# Ptéris de Crète
Pteris cretica
Espèce
Le Ptéris de Crète (Pteris cretica) est une fougère de la famille des Pteridaceae et parfois classée parmi la famille des Adiantaceae selon les auteurs.

## Description
frondes divisées en 2 à 7 segments linéaires lancéolés, certaines stériles et d'autres fertiles, les sores étant le long des bords enroulés de celles-ci.
- Période de sporulation : estivale
- Mode de dissémination : anémochore.

## Milieu de vie
Le Ptéris de Crète est une fougère des forêts tropicales et subtropicales, rare en France elle n'est présente que dans les Alpes maritimes et en Corse dans des milieux humides et ombragés. En raison de son origine, cette plante apprécie la chaleur et l'humidité ; elle s'apprivoise parfaitement en plante d'intérieur dans les salles de bains.

## photos

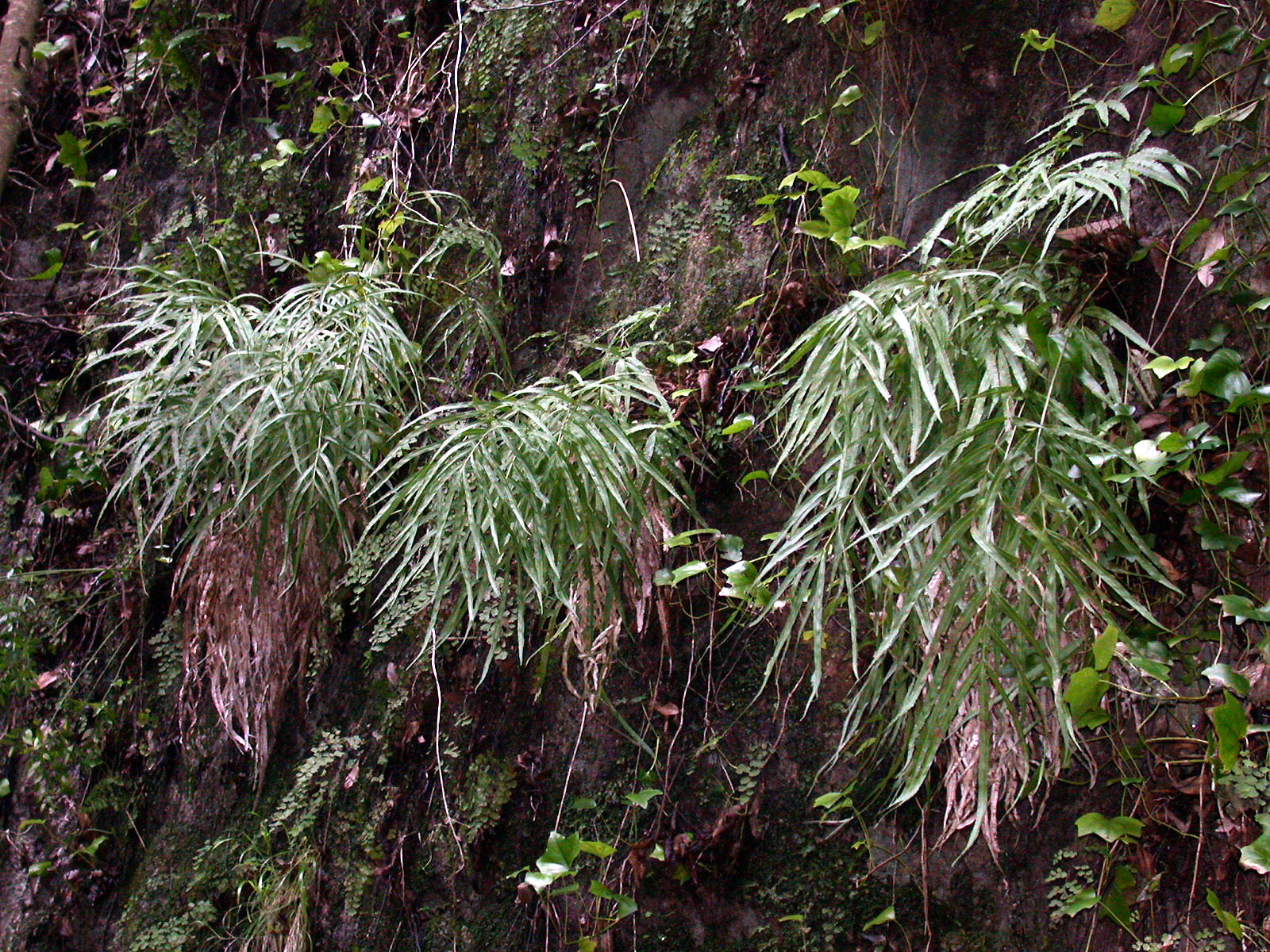
sur falaise suintante

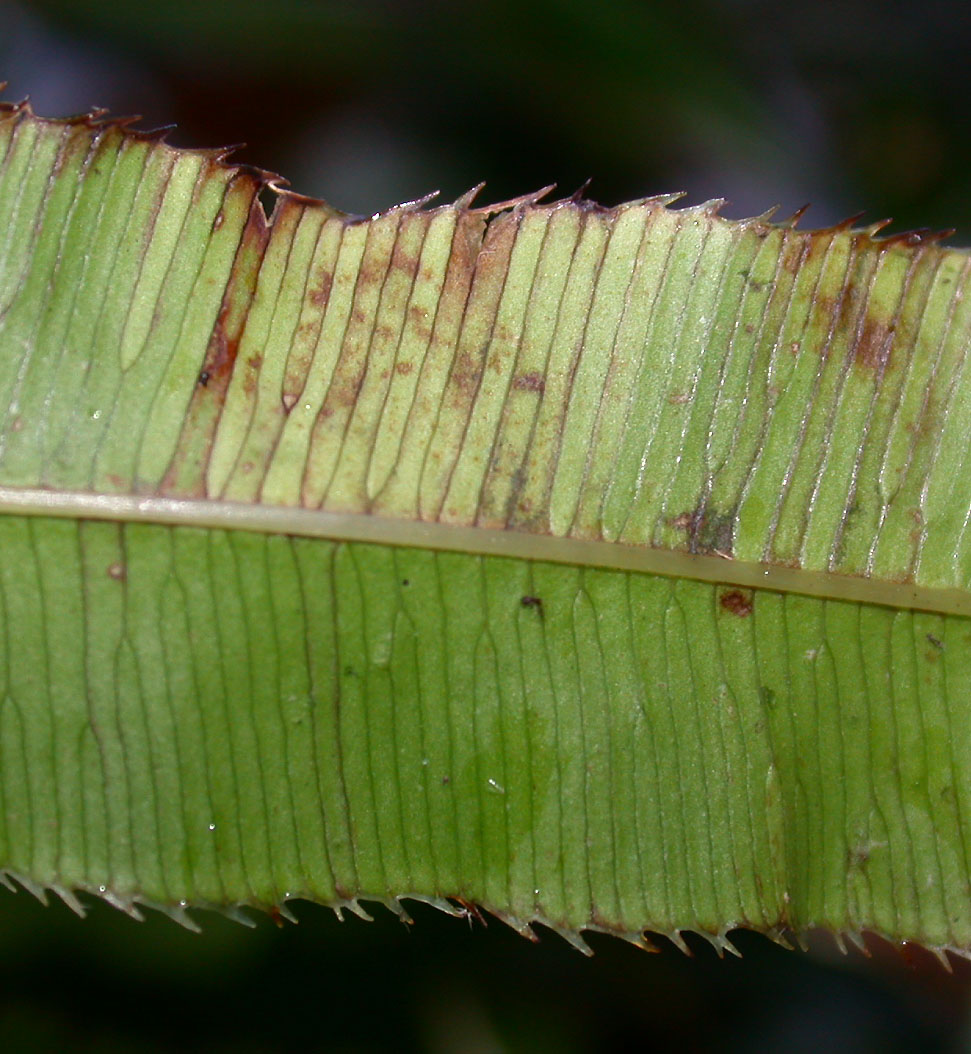
fronde stérile

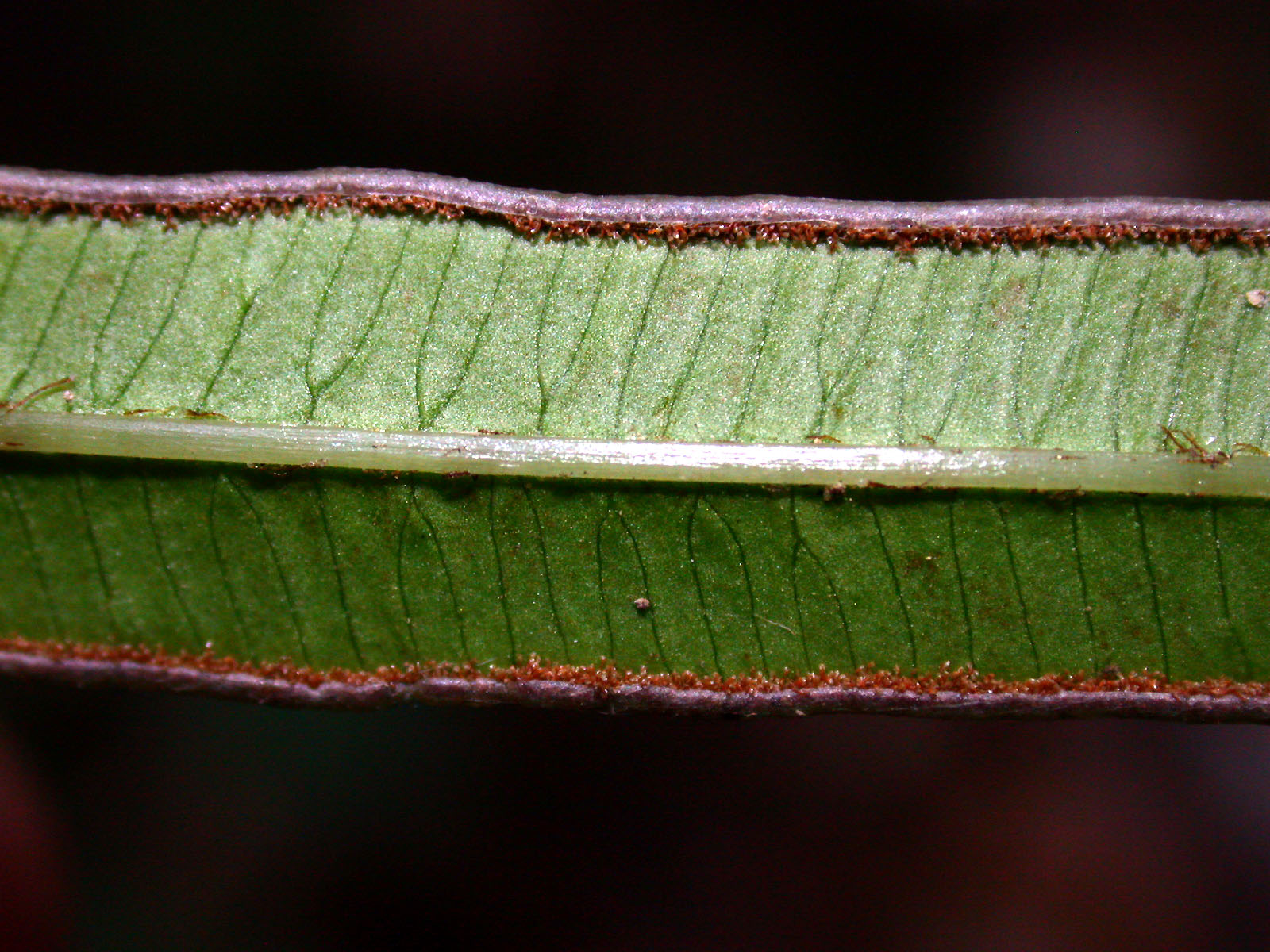
fronde fertile

## Utilisations
Pas d'utilisation connue.